# Gastrodelphyidae
Gastrodelphyidae är en familj av kräftdjur. Gastrodelphyidae ingår i ordningen Poecilostomatoida, klassen Maxillopoda, fylumet leddjur och riket djur. Enligt Catalogue of Life omfattar familjen Gastrodelphyidae 4 arter. 
Kladogram enligt Catalogue of Life:
| Gastrodelphyidae | \| \| Gastrodelphys \| \| \| \| \| \| Sabellacheres \| \| \| \| |
|                  | \| \| Gastrodelphys \| \| \| \| \| \| Sabellacheres \| \| \| \| |
|                  | Gastrodelphys                                                   |
|                  |                                                                 |
|                  | Sabellacheres                                                   |
|                  |                                                                 |